# Schultesia
Schultesia is een geslacht uit de gentiaanfamilie (Gentianaceae). De soorten komen voor op het Amerikaanse continent en in Afrika.

## Soorten
- Schultesia angustifolia Griseb.
- Schultesia aptera Cham.
- Schultesia australis Griseb.
- Schultesia bahiensis E.F.Guim. & Fontella
- Schultesia benthamiana Klotzsch ex Griseb.
- Schultesia brachyptera Cham.
- Schultesia crenuliflora Mart.
- Schultesia doniana Progel
- Schultesia gracilis Mart.
- Schultesia guianensis (Aubl.) Malme
- Schultesia irwiniana E.F.Guim. & Fontella
- Schultesia minensis E.F.Guim. & Fontella
- Schultesia pachyphylla Griseb.
- Schultesia piresiana E.F.Guim. & Fontella
- Schultesia pohliana Progel
- Schultesia subcrenata Klotzsch ex Griseb.
- Schultesia sucreana E.F.Guim. & Fontella

... · 
Anthocleista · 
Blackstonia (Bitterling) · 
Cicendia (Draadgentiaan) · 
Centaurium (Duizendguldenkruid) · 
Eustoma · 
Gentiana (Gentiaan) · 
Gentianella (Baardgentiaan) · 
Gentianopsis · 
Schenkia · 
...